# Discorso sul debito
Il Discorso sul debito fu pronunciato il 29 luglio 1987 ad Addis Abeba in occasione del vertice dell’Organizzazione dell'unità africana da Thomas Sankara, Presidente del Burkina Faso e figura carismatica per milioni di africani, comunemente indicato come il "Che Guevara africano".

## Contenuti

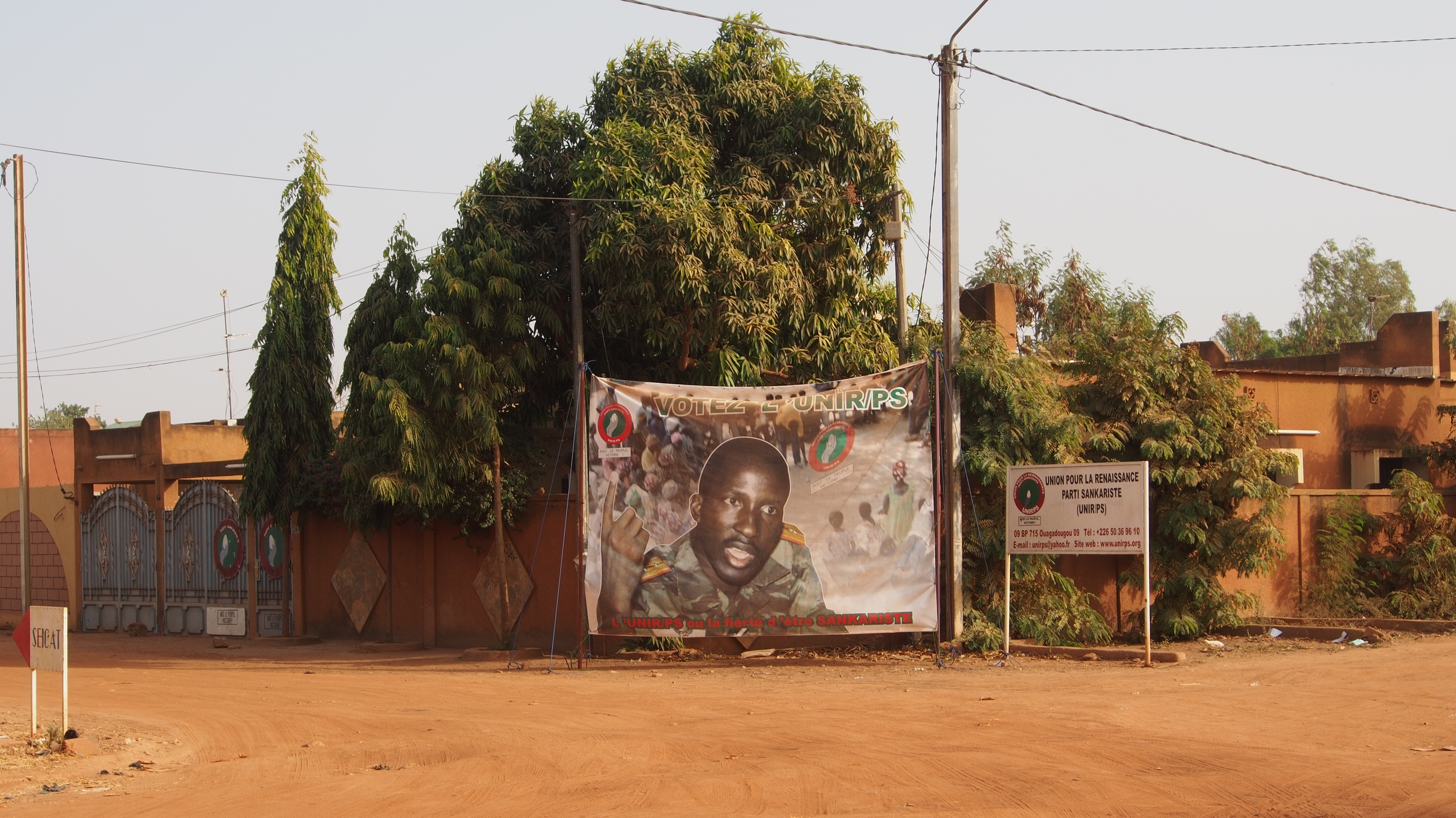
Thomas Sankara in un manifesto elettorale davanti alla sede dell'Unione per la Rinascita/Partito Sankarista a Ouagadougou.

Ispirato a Fidel Castro (che incontrò durante una visita di stato), a Che Guevara, a Jerry Rawlings e Karl Marx, Sankara promosse nel suo paese una "Rivoluzione Democratica e Popolare", definendo la sua ideologia anti-imperialista. 
Nel discorso tenuto ad Addis Abeba, in Etiopia, suggerì l'istituzione di un nuovo fronte economico africano che si potesse contrapporre a quello europeo e statunitense. Inoltre cercò invano di convincere gli altri capi di Stato africani a rifiutarsi di saldare i debiti con gli Stati Uniti e i paesi europei, poiché era convinto che i soldi da restituire agli altri Stati potevano essere reinvestiti in riforme sanitarie e scolastiche.
Il discorso contro il debito sovrano pronunciato all'Oua  fu una grande prova di coerenza di Sankara con le sue idee, ma contribuì ad attirargli numerose antipatie tra i leader occidentali, in particolare da parte di François Mitterrand.

## Eventi successivi
Dopo numerosi attacchi al presidente francese Mitterrand, reo di appoggiare il governo di Pieter Willem Botha in Sudafrica, e dopo aver rifiutato l'appoggio militare a Charles Taylor, Sankara venne ucciso il 15 ottobre 1987 insieme a dodici ufficiali, in un colpo di Stato organizzato dall'ex-compagno d'armi e collaboratore Blaise Compaoré con l'appoggio di Francia, Stati Uniti d'America e militari liberiani.
Venne sepolto in una tomba anonima al cimitero di Dagnoën, alla periferia di Ouagadougou, tuttavia in occasione del ventennale della sua morte la tomba è stata ricostruita e abbellita dai familiari, salvo poi essere danneggiata dai miliziani pro-Compaoré e di nuovo fu ricostruita a seguito della caduta del regime.